# Latemarwald

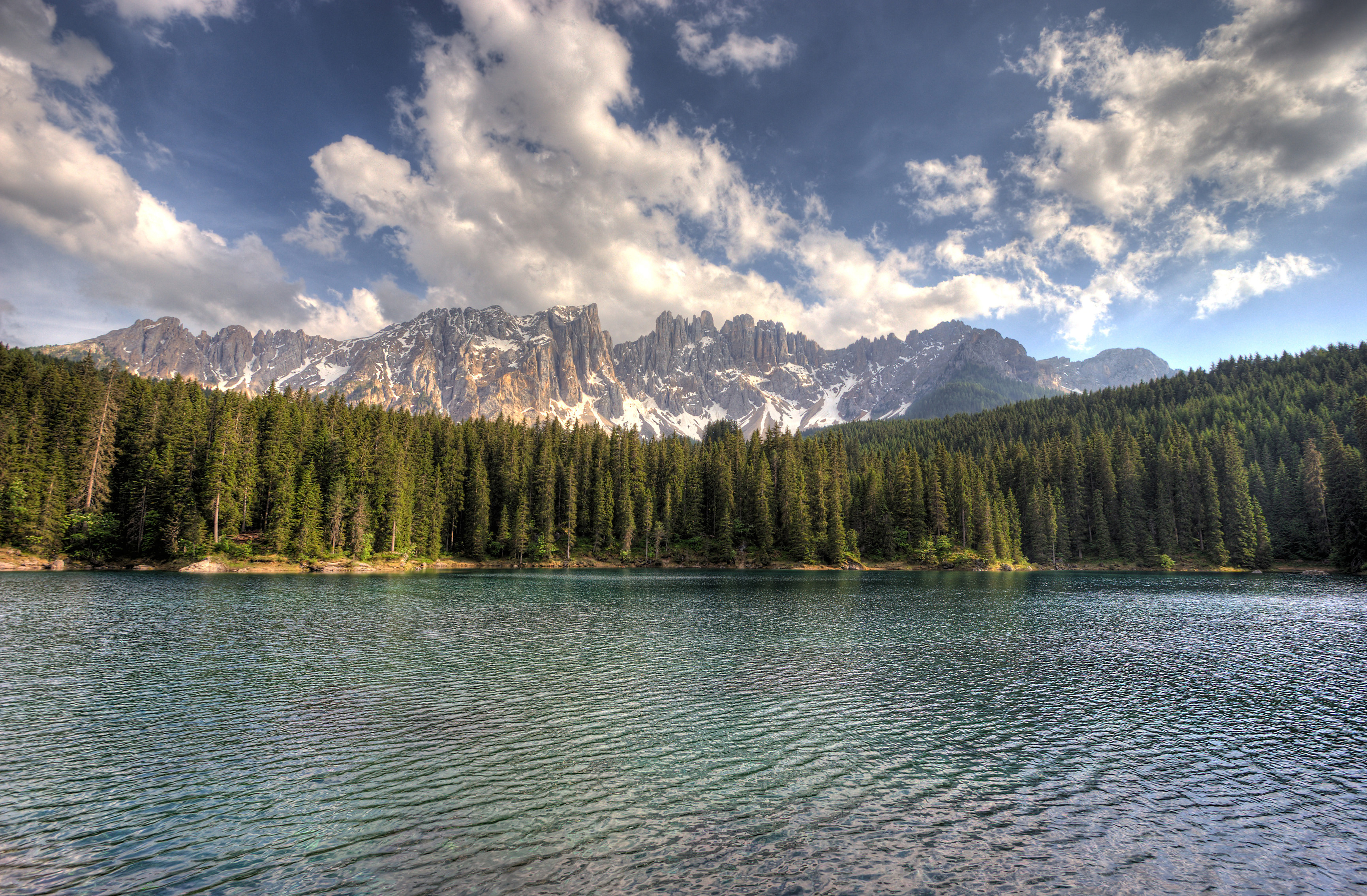
Blick auf den Latemarwald zwischen Karersee und Latemar

Der Latemarwald ist ein Wald bei Welschnofen an der Nordflanke des Gebirgsstocks Latemar in Südtirol, der als einer der schönsten Fichtenwälder Europas gilt. Auf kalkhaltigem Boden auf 1400–2100 Metern Höhe mit reichlich Niederschlag und kurzen Wachstumsperioden finden Fichten ideale Bedingungen. Die Bestände des Latemarwaldes befinden sich meist auf N-NO- und NW-Hängen, wobei die Unterhänge eher flach, die Oberhänge eher steil und von Murgräben und Lawinenstrichen durchzogen sind. Die Fichten erreichen dort ein Alter von 200 bis 250 Jahren und Höhen bis 45 Meter. Der ebenmäßige Wuchs und die schmalen Wachstumsringe machen auch das Holz, das im Sägewerk Latemar im Besitz des Landes Südtirol verarbeitet wird, begehrt. Neben der Gemeinen Fichte wachsen im Latemarwald auch die für den Instrumentenbau gesuchte Haselfichte, die Tanne, Lärche und Zirbe in den höheren Lagen sowie die Kiefer auf flachgründigen Standorten.